# Médina de Constantine
La médina de Constantine est une médina algérienne, cœur historique de Constantine, classée depuis 1990 patrimoine national.

## Description

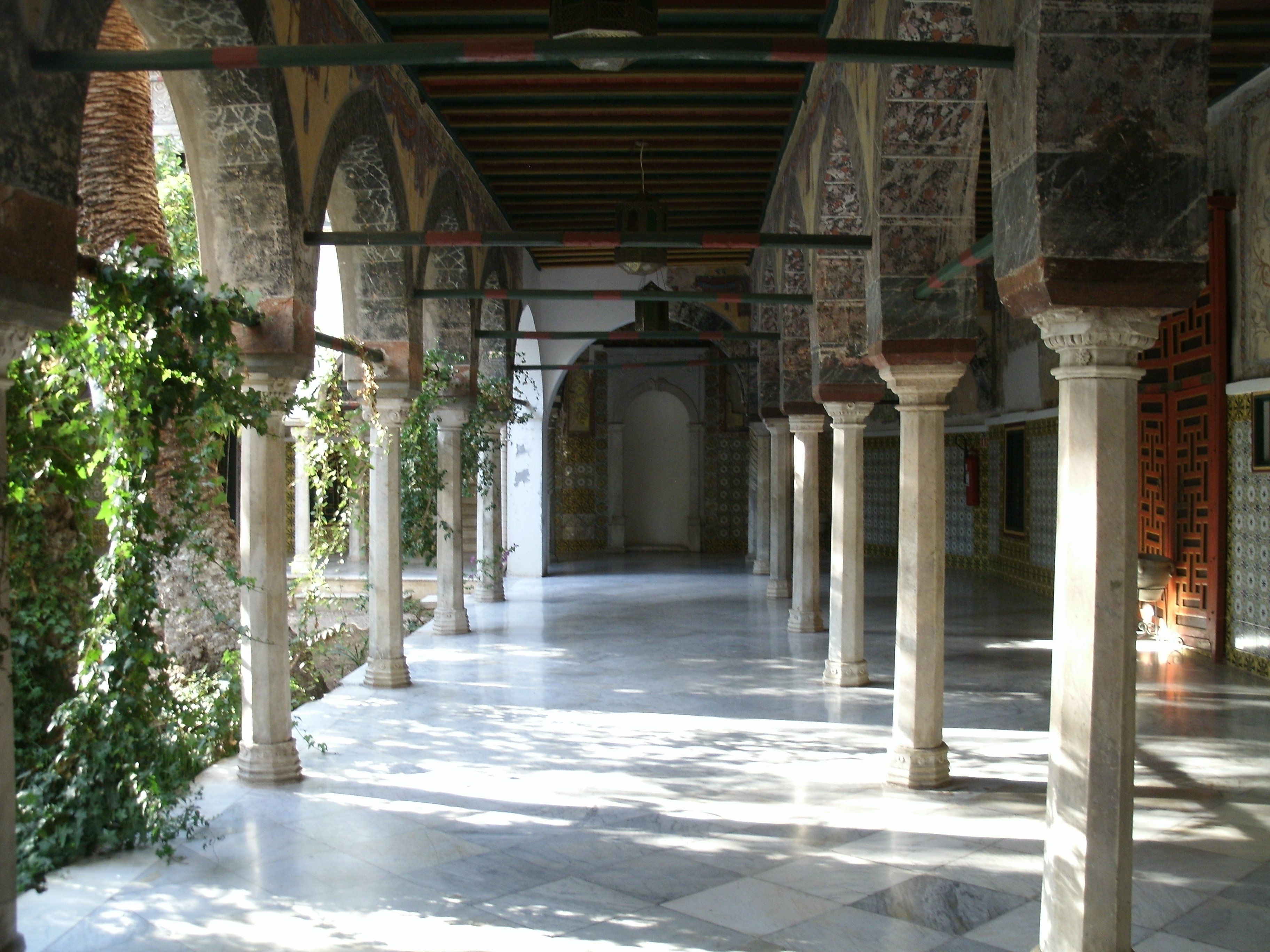
Palais du Bey dans la médina.

Elle est aussi appelée le rocher car elle est construite sur un bloc calcaire. La médina de Constantine est bâtie en dégradé depuis la Casbah jusqu’aux quartiers bas de la Souika. La vieille ville est ceinte de deux côtés par le ravin du Rhummel et du troisième par un escarpement. Des ponts et passerelles relient la médina au reste de l’agglomération. Elle était défigurée pendant la période coloniale puis dégradée par la surpopulation et le manque d’entretien.
Contrairement à la plupart des villes du Maghreb, à Constantine, les français ont bâti une ville française sur la médina. Ainsi une partie de la médina de Constantine est caractérisée par son architecture coloniale, ces quartiers ayant été édifié sur la ville d'architecture arabo-musulmane.

## Espace urbain
La médina de Constantine se compose de plusieurs « houma » (quartiers). Les quatre principaux sont ceux situés aux quatre extrémités de la vieille ville : Tabia, Casbah, El Kantara et Bab el Djabia.
De nombreux autres quartiers composent la médina, dont Charaa, Arbaine Cherif, Ech Chott, Sidi Bouannaba, Sidi Bzar, Rahbett Djmel, El Batha, El Moukof et El Hara el Hamra.
Dans la médina de Constantine, l'espace urbain est très catégorisé entre lieux publics, lieux semi-privés, et lieux privés. En effet la médina est organisée en rues principales, qui mènent aux différentes portes de la ville ainsi qu'aux places et carrefours qui parsèment la ville. Des ruelles adjacentes parcourent la ville à partir des rues principales. Ces ruelles mènent aux impasses dont l'entrée est marquée par un sabbat (passage couvert). Ces impasses sont des lieux semi-privé qui conduisent à l'espace privé des maisons.
De nombreux demeures et palais pour la plupart datant du XVIe et XVIIe siècles occupent l'espace urbain. De nombreux hammams (bains) parsèment la ville, ainsi que des fondouks et des souks. De plus de nombreux édifices religieux tels que les mosquées et les zaouias caractérisent l'élément urbain constantinois.

Médina de Constantine à la fin du XIXe siècle
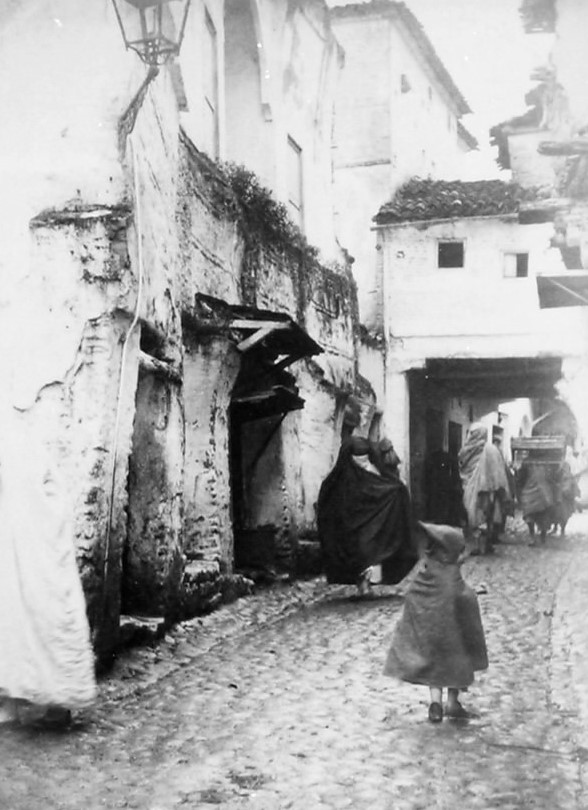
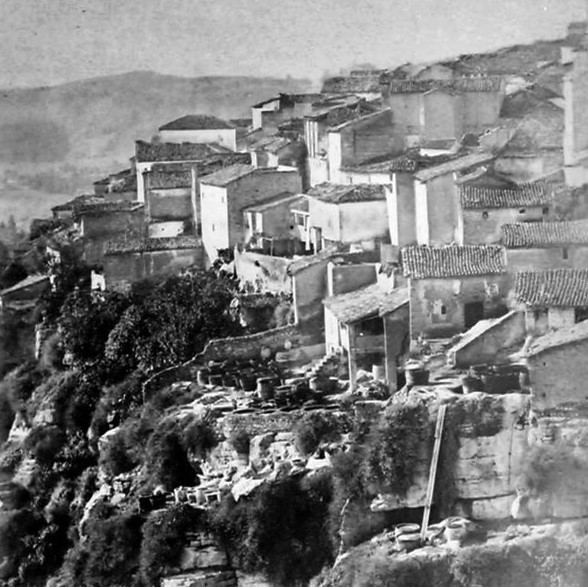
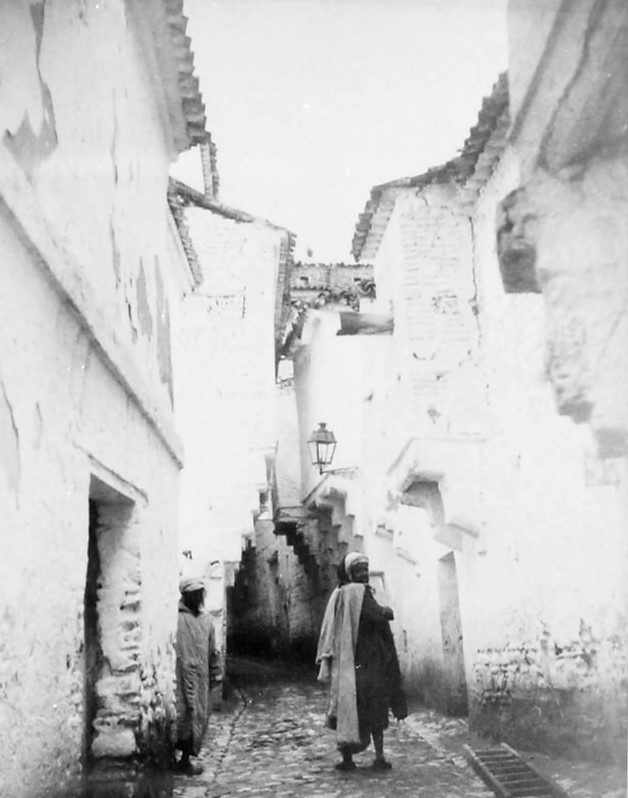
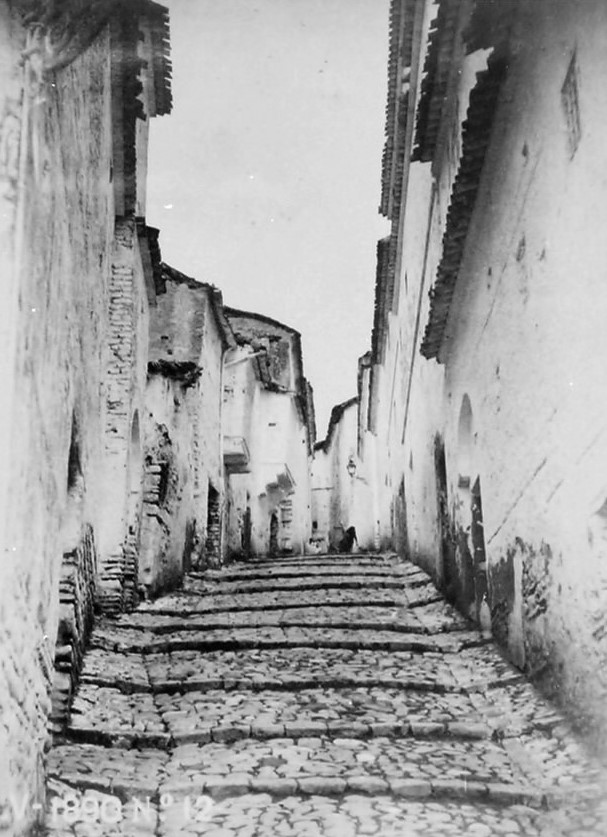

## Les quartiers

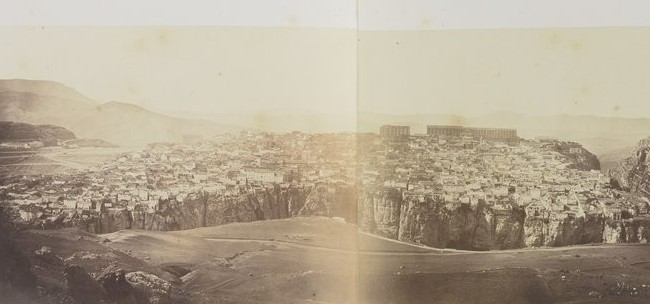
Constantine dans les années 1850.

Tabia comme la Casbah sont les quartiers de la médina qui composent la ville européenne.

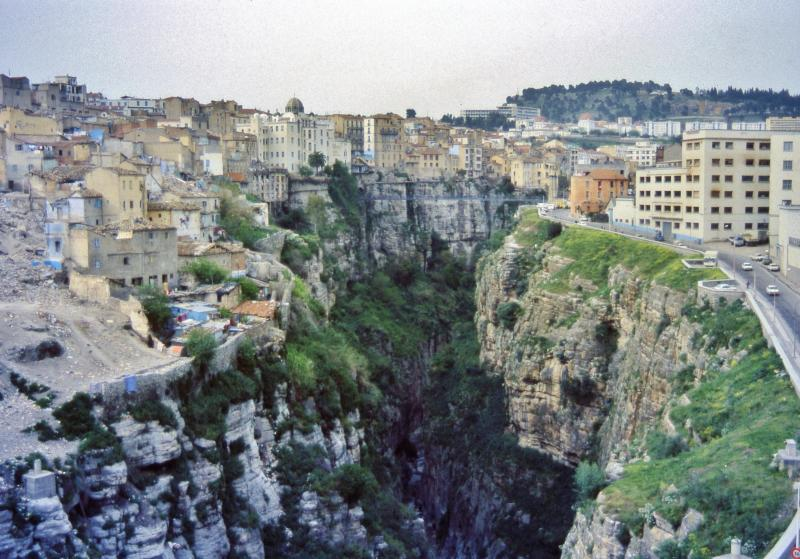
Les gorges de l'oued Rhummel et la médina sur la rive gauche.

### Casbah
La Casbah est le quartier haut de la médina de Constantine, sa superficie est de 5 hectares. Il s'agit du cœur administratif de la ville à l'époque beylical avec des casernes et des palais. Ce quartier a été entièrement transformé sous l'ère coloniale avec de nombreuses destructions. Les destructions concernent djema el Kasba (la mosquée de la Casbah), djema Sidi-Abd-el-Kader, Houmet-Keddida (un quartier de la Casbah), tourbiet Houka (réunion d'ateliers de tisserands), ainsi que de vastes demeures particulières dont celles des Benhacine et des Koutchouk-Ali.
Les destructions ont transformé en profondeur la Casbah, si bien que l'architecture de ce quartier est de style colonial avec notamment l'édification d'une caserne qui a été rétrocédée au secteur civil en 2013.
Cette caserne sera transformée en musée de l'art et de l'artisanat pour l'événement « Constantine capital de la culture arabe » en 2015. Néanmoins, des vestiges de la Casbah ottomane demeurent, comme la prison (habs) qui d'après les légendes locales est installée dans d'anciennes citernes romaines, ainsi que la mosquée Koubet Bechir. Un autre lieu célèbre se trouve dans la Casbah, c'est Kef Chekara (littéralement « le rocher du sac ») duquel d'après les légendes, les femmes infidèles étaient jetées ou les ennemis du bey.

### Tabia
En Arabe, le mot « Tabia » signifie le pisé. Ce quartier situé à côté de la Casbah est divisé en deux : le Tabia el Kebira (la Grande Tabia) et le Tabia el Berrania (Tabia des étrangers).
Ce quartier fut touché par de nombreuses transformations au cours de l'époque coloniale. Des vestiges romains comme Bordj-Assous (la tour d'Assous), l'ancienne tour romaine ou encore Kous-Tabia (l'arc de Tabia) ont été détruits lors de l'époque coloniale.